# 本杰明·戈达
本杰明·路易·保罗·戈达（法語：Benjamin Louis Paul Godard，1849年8月18日—1895年1月10日），法国作曲家，小提琴家。自幼从维厄当学习小提琴演奏，并和他一起到欧洲各地演出。1887年戈达成为巴黎音乐学院的一名教授。他是瓦格纳风格的坚决抵制者，作品数量很多，虽然旋律优美但较缺乏特色，目前经常演奏的仅有选自歌剧《约斯兰》的一首小提琴小品《摇篮曲》。